# Eino Purje
Eino Purje (né le 2 février 1900 à Kymi et mort le 2 septembre 1984 à Tervo) est un athlète finlandais spécialiste du 1 500 mètres. Affilié au HT, il mesurait 1,74 m pour entre 66 et 68 kg.

## Biographie

### Palmarès
| Date | Compétition           | Lieu      | Résultat | Performance  |
| ---- | --------------------- | --------- | -------- | ------------ |
| 1928 | Jeux olympiques d'été | Amsterdam | 3e       | 3 min 56 s 4 |

### Records
| Épreuve      | Performance  | Lieu | Date |
| ------------ | ------------ | ---- | ---- |
| 1 500 mètres | 3 min 53 s 1 |      | 1928 |